# DJ Haem
DJ Haem, właściwie Piotr Jończyk (ur. 15 lutego 1980 w Opolu) – polski DJ, muzyk i kompozytor, a także producent muzyczny i inżynier dźwięku.
Hip-hopem zainteresował się w 1995, głównie za sprawą graffiti, które uprawiał. Pierwszy raz stanął za gramofonami w 1997, a zadebiutował na imprezie w 1998. Występował m.in. kilkakrotnie na międzynarodowym festiwalu Hip Hop Kemp, dwukrotnie na Open’er Festival, na Coke Live Music Festival, w kilku koncertach pod kierownictwem muzycznym Mateusza Pospieszalskiego realizowanych dla TVP: Gala Przeglądu Piosenki Aktorskiej w 2000, 2001 oraz 2006, Pokój dla Czeczenii w 2006, Pytam o Wolność w 2007 oraz w widowisku Carmen TV organizowanym w ramach festiwalu Sacrum Profanum 2006 w Krakowie z towarzyszeniem tancerzy, akrobatów, solistów operowych i orkiestry symfonicznej. W latach 2001–2003 współpracował i występował z PFK Kompany: Ego i Paktofonika, Od 2003 stale nagrywa i koncertuje z O.S.T.R. Jest rezydentem warszawskiego klubu The Fresh. W latach 2004–2006 prowadził cykliczną, autorską audycję Kwintesent w częstochowskim radiu Fon. Trzykrotnie uczestniczył w roli wykładowcy na Vestax DJ Campie. Od 2000 stale współpracuje jako producent oraz realizator dźwięku z częstochowskim studiem nagrań Radioaktywni.

## Dyskografia
Albumy
| Tytuł                                                                               | Dane dot. albumu                                        |
| ----------------------------------------------------------------------------------- | ------------------------------------------------------- |
| Atomistyka (album producencki)                                                      | - Data: 2002 - Wydawca: Gigant Records                  |
| Asfalt Records Official 2008 Mixtape (mixtape)                                      | - Data: 24 grudnia 2008 - Wydawca: Asfalt Records       |
| Palenie mikrofonów nie powoduje wack’a ani choroby w wersach (mixtape; oraz eMATeI) | - Data: 10 października 2009 - Wydawca: brak (nielegal) |
| Blud Mash-Ups Mixtape '09 (mixtape)                                                 | - Data: 30 marca 2009 - Wydawca: brak (nielegal)        |

Single
| Tytuł | Rok  | Pozycja na liście | Pozycja na liście |
| Tytuł | Rok  | LP3               | UWM               |
| --- | ---- | ----------------- | ----------------- |
| „Wataha” (Męskie Granie Orkiestra: O.S.T.R., Dawid Podsiadło, Tomasz Organek, Adam Staszewski, Robert Markiewicz, DJ Haem) | 2016 | 1                 | 2                 |

Inne
| Album                                                 | Rok  | Uwagi | Źródło |
| ----------------------------------------------------- | ---- | --- | ------ |
| Żywe Srebro – Podpatrzone podsłuchane                 | 2000 | członek zespołu | [ 8 ]  |
| F.F.O.D. – Promillenium                               | 2001 | scratche | [ 9 ]  |
| LariFari – Dusza                                      | 2001 | członek zespołu | [ 10 ] |
| Paktofonika – Jestem Bogiem                           | 2001 | remiks utworu „Jestem Bogiem” oraz scratche | [ 11 ] |
| K.A.S.T.A. – Kastaniety                               | 2002 | scratche | [ 12 ] |
| Pijani Powietrzem – Zawieszeni w czasie i przestrzeni | 2002 | produkcja utworów „Latający holender” i „Myślę i nic” oraz scratche | [ 13 ] |
| Cudawianki – Udawanki                                 | 2002 | mastering | [ 14 ] |
| WhiteHouse – Kodex                                    | 2002 | scratche | [ 15 ] |
| Donguralesko – Co to za miejsce? (singel)             | 2002 | wymieniony jako gość w utworze „Co to za miejsce?” | [ 16 ] |
| Rahim – Experyment: PSYHO                             | 2002 | wymieniony jako gość w utworach „Szury” i „Ścieżka dźwiękowa” | [ 17 ] |
| Donguralesko – Opowieści z betonowego lasu            | 2002 | wymieniony jako gość w utworach „Jestem tym typem” i „Co to za miejsce?” | [ 18 ] |
| O.S.T.R. – Jazz w wolnych chwilach                    | 2003 | wymieniony jako gość w utworach „Huana”, „30 sekund”, „Co Ty tu robisz?”, „Wechikuł czasu”, „Dwie strony gry”, „Bałuty...”, „Problemy”, „Słowo to siła”, „Patent na luxus”, „Rap po godzinach”, „Życie”, „W oceanie zmysłów”, „Wszystko co mam”, „Korzenie”, „Sztuka ulicy”, „Autobiografia”, „Znam to”, „Jazz w wolnych chwilach (ziom odpocznij)” i „Kiedy mnie z tego zabierzesz” | [ 19 ] |
| Ciągdalszy – Za-gadka?                                | 2003 | produkcja wszystkich utworów utwory | [ 20 ] |
| Żusto – HipHobbitz                                    | 2003 | wymieniony jako gość w utworze „Sfreshcz” | [ 21 ] |
| WhiteHouse – Kodex 2: Suplement                       | 2004 | remiks utworu Mes, Numer Raz – „Rok później” (Heavy Remix) | [ 22 ] |
| O.S.T.R. – Jazzurekcja                                | 2004 | scratche | [ 23 ] |
| Korbowód – Strona C                                   | 2005 | scratche | [ 24 ] |
| Godziny Szczytu – Zanim minie czas...                 | 2005 | członek zespołu | [ 25 ] |
| Donguralesko – Drewnianej małpy rock                  | 2005 | produkcja utworów „Chłód”, „Podobno” i „Pią Pią” | [ 26 ] |
| Grammatik – 3                                         | 2005 | produkcja utworu „Hooker & Gondorff” | [ 27 ] |
| Projektanci – Mamy to we krwi                         | 2005 | scratche | [ 28 ] |
| Habakuk – 4 Life                                      | 2005 | scratche | [ 29 ] |
| O.S.T.R. – 7                                          | 2006 | scratche | [ 30 ] |
| Fisz, Emade – Nie bo nie (singel)                     | 2006 | remiks utworu „Nie bo nie” | [ 31 ] |
| Metro – Antidotum EP                                  | 2006 | wymieniony jako gość w utworach „Mamy głos” i „Jeślijesttujeszczerap” | [ 32 ] |
| Afront – Coraz gorzej                                 | 2006 | scratche | [ 33 ] |
| Metro – Metro 45's (singel)                           | 2007 | scratche | [ 34 ] |
| O.S.T.R. feat. Craig G – Brother on the Run (singel)  | 2007 | scratche | [ 35 ] |
| O.S.T.R. – HollyŁódź                                  | 2007 | scratche | [ 36 ] |
| Karimski Club – Karimski Club                         | 2007 | gramofony w utworach „Karmider I”, „Karmider II”, „Karmider III” | [ 37 ] |
| O.S.T.R. – Ja tu tylko sprzątam                       | 2008 | scratche | [ 38 ] |
| Kal – Eskalacja                                       | 2008 | scratche | [ 39 ] |
| Grand Agent – Adult Contemporary                      | 2008 | scratche | [ 40 ] |
| Metro – Hands In Motion                               | 2008 | wymieniony jako gość w utworach „Hard Work” i „J.O.B.” | [ 41 ] |
| Kita – Nie do opanowania                              | 2008 | wymieniony jako gość w utworze „Solidnie” | [ 42 ] |
| Molesta Ewenement – Molesta i kumple                  | 2008 | wymieniony jako gość w utworze „W szufladzie” | [ 43 ] |
| Święty – Tu wolno palić                               | 2008 | wymieniony jako gość w utworach „Wolno palić 1” i „Wolno palić 2” | [ 44 ] |
| O.S.T.R. – O.C.B.                                     | 2009 | scratche | [ 45 ] |
| Familia H.P. – 42                                     | 2009 | scratche | [ 46 ] |
| Viape – 1.n.e.                                        | 2009 | członek zespołu | [ 47 ] |
| Declaime – Muzikillmind                               | 2009 | wymieniony jako gość w utworach „World”, „Muzikillmind”, „Confirmations”, „Meditate”, „Frame”, „Enough” i „Dying” | [ 48 ] |
| Abradab – Abradabing                                  | 2010 | wymieniony jako gość w utworze „Czuję się jak” | [ 49 ] |
| O.S.T.R. – Tylko dla dorosłych                        | 2010 | scratche w utworach instrumentalnych | [ 50 ] |
| POE (Projekt Ostry Emade) – Złodzieje zapalniczek     | 2010 | scratche | [ 51 ] |
| O.S.T.R. – Jazz, dwa, trzy                            | 2011 | scratche | [ 52 ] |
| Hurragun – Hurrap                                     | 2011 | członek zespołu | [ 53 ] |
| TłustyKot & DJ Bidi – TheRapy                         | 2011 | produkcja utworu „Chłopak na opak” | [ 54 ] |
| PMM – Poza horyzont                                   | 2011 | scratche | [ 55 ] |
| Grube jointy 2: karani za nic (kompilacja)            | 2011 | Broklin, DJ Haem – „Broklintk” | [ 56 ] |
| Endefis – Taki będę                                   | 2012 | scratche, cuty | [ 57 ] |
| Joe Kickass X O.S.T.R. – Copycats                     | 2012 | scratche, cuty | [ 58 ] |
| Pesante – Szablon                                     | 2012 | wymieniony jako gość w utworach: „Intro”, „Nielegalnie” i „Outro” | [ 59 ] |
| O.S.T.R, Hades – Haos                                 | 2013 | scratche | [ 60 ] |
| POE feat. Hades – My albo oni                         | 2013 | scratche | [ 61 ] |
| Bu – Byk                                              | 2013 | scratche w utworach „Dziękuję” i „Właśnie tak” | [ 62 ] |
| O.S.T.R., Marco Polo – Kartagina                      | 2014 | scratche | [ 63 ] |
| Rakraczej – System Crack                              | 2014 | scratche w utworze „Kochana Polsko” | [ 64 ] |
| Zorak – Suplement świadomości                         | 2014 | scratche | [ 65 ] |
| Sarius – Daleko jeszcze?                              | 2014 | scratche | [ 66 ] |
| RH- – Karty SIM                                       | 2014 | scratche w utworach „Komiks” i „Nie mam sumienia” | [ 67 ] |
| O.S.T.R. – Podróż zwana życiem                        | 2015 | scratche | [ 68 ] |